# Bursztynowa filiżanka z Hove

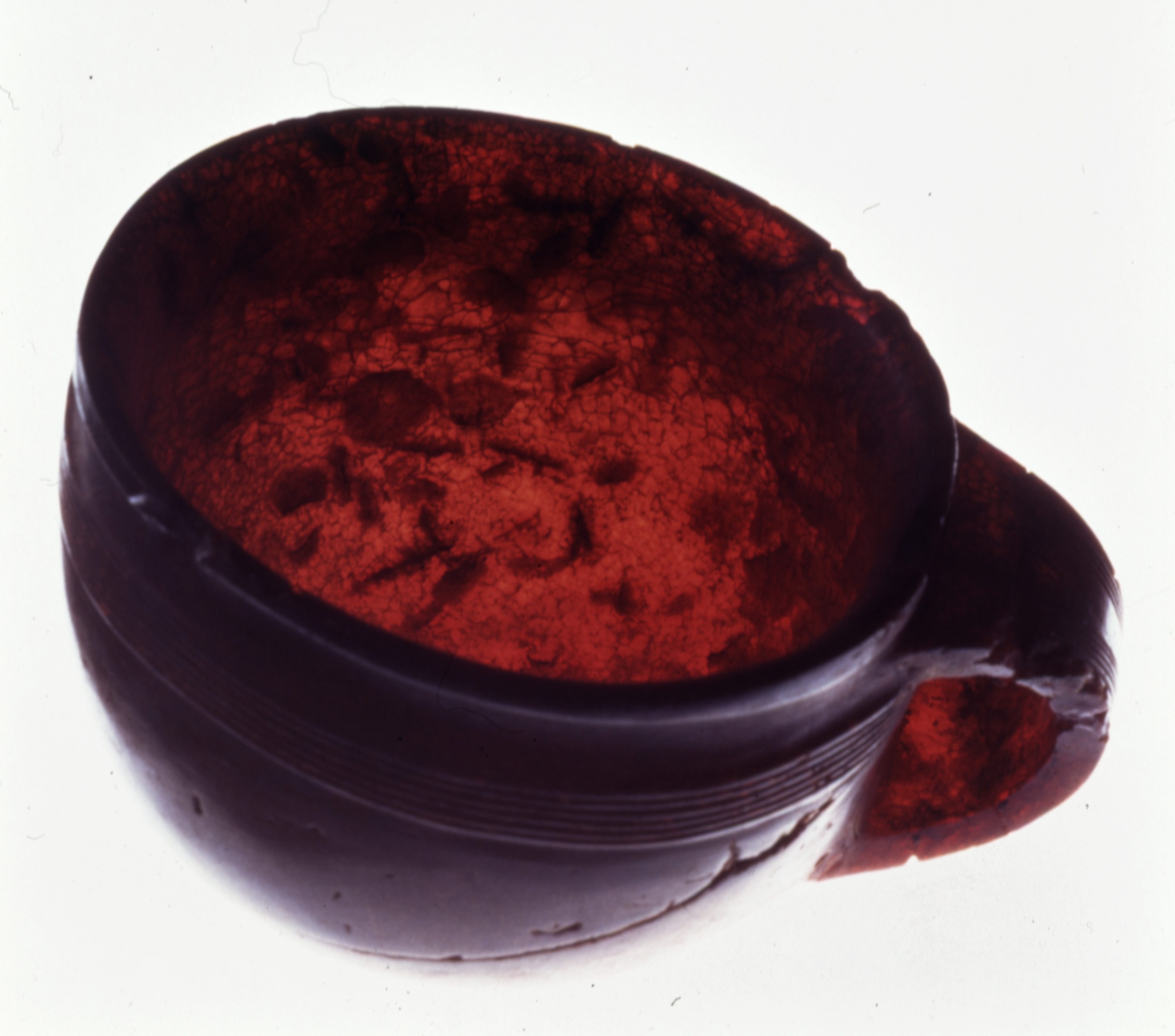
Filiżanka z Hove, Muzeum w Brighton

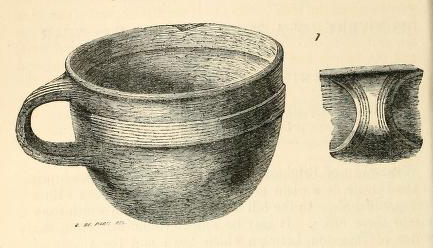
Bursztynowa filiżanka z Hove, rysunek z 1857 r.

Bursztynowa filiżanka z Hove – wykonany z bursztynu artefakt z epoki brązu znaleziony w południowej Anglii.
Filiżanka była częścią wyposażenia grobu z epoki brązu (około 1500 r. p.n.e.) odkrytego w 1856 r. w Hove w hrabstwie East Sussex. Grób położony na głębokości ok. 2,7 m, został odkopany przypadkowo, przez robotników prowadzących prace ziemne. W resztkach drewnianej trumny znajdowały się szczątki kości, kamienny toporek, sztylet z brązu i filiżanka z bursztynu.
Jest to wyrzeźbione z jednej bryły bursztynu naczynie z uszkiem. Oryginalny opis podaje jej następujące wymiary: średnica zewnętrzna 89 mm, wewnętrzna – 85 mm, wewnętrzna na wysokości pasa zdobień – 76 mm; wysokość 63,5 mm; głębokość 61 mm; szerokość krawędzi 3 mm; podobne wymiary podaje katalog British Museum – wysokość filiżanki 65 mm, średnica czaszy 87,5-89,5 mm, grubość jej ścianek przy obrzeżeniu 3 mm, w środkowej części ścianki 7 mm; uszko ma głębokość 35 mm. Inne źródła mówią o wysokości równej 12,7 cm. Pojemność naczynia wynosi ok. 321 cm³. Zewnętrzna powierzchnia jest częściowo ozdobiona ornamentem w postaci pasa o szerokości 7,6 mm z sześcioma cienkimi występami; pas zdobień położony jest 12,7 mm poniżej krawędzi naczynia. Uszko, z otworem umożliwiającym uchwyt jednym palcem, jest zdobione przy krawędzi podobnymi pasami jak czasza.
Masa filiżanki wynosi 100 g, a masę bryły bursztynu, z której ją wykonano, szacuje się na minimum 400 g. Filiżanka zachowana jest w całości (choć klejona) z minimalnymi ubytkami. Uległa uszkodzeniu na skutek uderzenia łopatą podczas odkrycia i pękła podczas podnoszenia; uderzenie wyszczerbiło krawędź, która już raz była wyszczerbiona w dawnych czasach. Filiżanka jest gładko wypolerowana, ale jej niedokładnie okrągły kształt i równy brzeg sugeruje, że została wyrzeźbiona ręcznie.
Jako miejsce wykonania wskazuje się tereny obecnych Niemiec. Przechowywana w Brighton Museum & Art Gallery. Uważana jest za jeden z najważniejszych brytyjskich artefaktów z epoki brązu.